# Drycothaea parva
Drycothaea parva är en skalbaggsart som beskrevs av Bates 1885. Drycothaea parva ingår i släktet Drycothaea och familjen långhorningar.
Artens utbredningsområde är:
- Honduras.
- Panama.

Inga underarter finns listade i Catalogue of Life.